# Tinneke Beeckman
Tinneke Mieke Wivina Beeckman (Antwerpen, 1976) is een Belgische filosofe, docente en columniste.

## Biografie
Beeckman studeerde vanaf 1994 moraalwetenschappen aan de Vrije Universiteit Brussel (VUB). In 1998 begon ze een masteropleiding filosofie aan de Université libre de Bruxelles en in 1999 een doctoraatsopleiding aan de VUB. In 2003 promoveerde ze op een proefschrift over Sigmund Freud en Friedrich Nietzsche.
Tussen 2003 en 2012 was Beeckman verbonden aan de VUB als postdoctoraal onderzoekster over politieke filosofie in de Nieuwe Tijd (over Spinoza en Machiavelli). Tussen 2006 en 2012 gaf ze er ook les. Ze was wetenschappelijk coördinator van het Centrum voor de Studie van de Verlichting en het Hedendaagse Humanisme (VUB) en lid van het Centrum voor Psychoanalyse en Wijsgerige Antropologie van de Katholieke Universiteit Leuven/Radboud Universiteit. Ze publiceerde onder meer over Freud, Nietzsche, Heidegger en vooral Spinoza. Sinds 2010 publiceert ze als politiek commentator in De Standaard, De Tijd, De Morgen en NRC. Ze was kernlid van de Gravensteengroep. Ze is redactielid van het tijdschrift Streven en medevoorzitter van het Vlaams-Nederlands Forum voor Filosofie.